# Джеймс Вільямс
Джеймс Вільямс  (англ. James Williams; нар. 22 вересня 1985) - американський фехтувальник, олімпійський медаліст.

## Виступи на Олімпіадах
| Олімпіада  | Дисципліна      | Місце |
| ---------- | --------------- | ----- |
| Пекін 2008 | шабля, командні | 2     |